# La Grande Volière
Pour plus de détails, voir Fiche technique et Distribution.
La Grande Volière est un film français  réalisé par Georges Péclet en 1947, sorti en 1948.

## Fiche technique
- Titre : La Grande Volière
- Réalisation : Georges Péclet
- Scénario : R. Grasset
- Dialogues : Jacques Chabannes
- Photographie : Claude Renoir
- Décors : Maurice Bernard
- Montage : Charles Bretoneiche
- Musique : Henri Forterre et Maurice Thiriet
- Production : S.E.C.A.
- Tournage : du 28 août au 28 octobre 1947
- Format : Noir et blanc - 1,37:1 - 35 mm - Son mono
- Pays :  France
- Genre : Comédie dramatique
- Durée : 90 minutes
- Date de sortie : 
  - France  : 23 mai 1948
- Affiche : Roger Rojac (France)

## Distribution
- Albert Préjean - Bataille
- Line Noro - Mme Granier
- André Le Gall - Jacques Martin
- Huguette Ferly - Estelle
- Robert Moncade - Brécourt
- André Chanu - Le capitaine
- Jean Vilmont - Ballu
- Roger Vincent - un invité
- Jacques Erwin - le colonel
- Jacques Séverac
- Pierre Renoir - Vallette
- Luce Feyrer - Simone
- Jean Christophe
- Jacques Scheller
- Lucien Treffel